# Zapytanie przestrzenne
Zapytanie przestrzenne (ang. spatial query) – specjalny typ zapytania bazodanowego obsługiwanego przez geograficzne bazy danych. Zapytania takie różnią się od zapytań SQL kilkoma ważnymi rzeczami. Dwa najważniejsze rzeczy to: 
- używanie geometrycznych typów danych, takich jak: punkty, linie, wielokąty,
- zapytania przestrzenne uwzględniają przestrzenne relacje pomiędzy obiektami geometrycznymi (reprezentowanymi przez powyższe geometryczne typy danych).

## Typy zapytań przestrzennych
Nazwy funkcji różnią się pomiędzy różnymi bazami danych. Poniższa lista zawiera najczęściej używane funkcje wbudowane w PostGIS, która jest darmowym rozszerzeniem do PostgreSQLa. Termin 'obiekt' odnosi się do wspomnianych wcześniej obiektów geometrycznych. Nazwy tych funkcji w PostGIS to:
- Distance(obiekt, obiekt) - zwraca odległość euklidesową pomiędzy dwoma podanymi obiektami,
- Equals(obiekt, obiekt) - zwraca wartość 1 (prawdę), jeśli dwa podane obiekty pokrywają się w przestrzeni,
- Disjoint(obiekt, obiekt) - zwraca wartość 1 (prawdę), jeśli dwa podane obiekty są rozłączne w przestrzeni,
- Intersects(obiekt, obiekt) - zwraca wartość 1 (prawdę), jeśli dwa podane obiekty posiadają część wspólną,
- Touches(obiekt, obiekt) - zwraca wartość 1 (prawdę), jeśli dwa podane obiekty dotykają się w przestrzeni. Dotykanie się oznacza, że wnętrza obiektów nie pokrywają się, a same obiekty mają część wspólną,
- Crosses(obiekt, obiekt) - zwraca wartość 1 (prawdę), jeśli obiekt pierwszy dzieli obiekt drugi na dwie części,
- Overlaps(obiekt, obiekt) - zwraca wartość 1 (prawdę), jeśli obiekt pierwszy nakłada się na obiekt drugi,
- Length(obiekt) - zwraca dwuwymiarową długość obiektu, jeśli obiekt jest typu LINESTRING lub MULTILINESTRING,
- Area(obiekt) - zwraca pole powierzchni obiektu,,
- Centroid(obiekt) - zwraca centroid obiektu,
- i wiele innych.